# عیوض‌لی (آق‌دام)
عیوض‌لی (به لاتین: Eyvazlı) یک منطقه مسکونی در جمهوری آذربایجان است که در شهرستان آق‌دام واقع شده است.